# Plebs
Plebs là một chi nhện trong họ Araneidae.